# Reinfekcja
Reinfekcja – ponowne zakażenie tym samym zarazkiem, świadczące o braku odporności swoistej na ten patogen.